# 征韓論

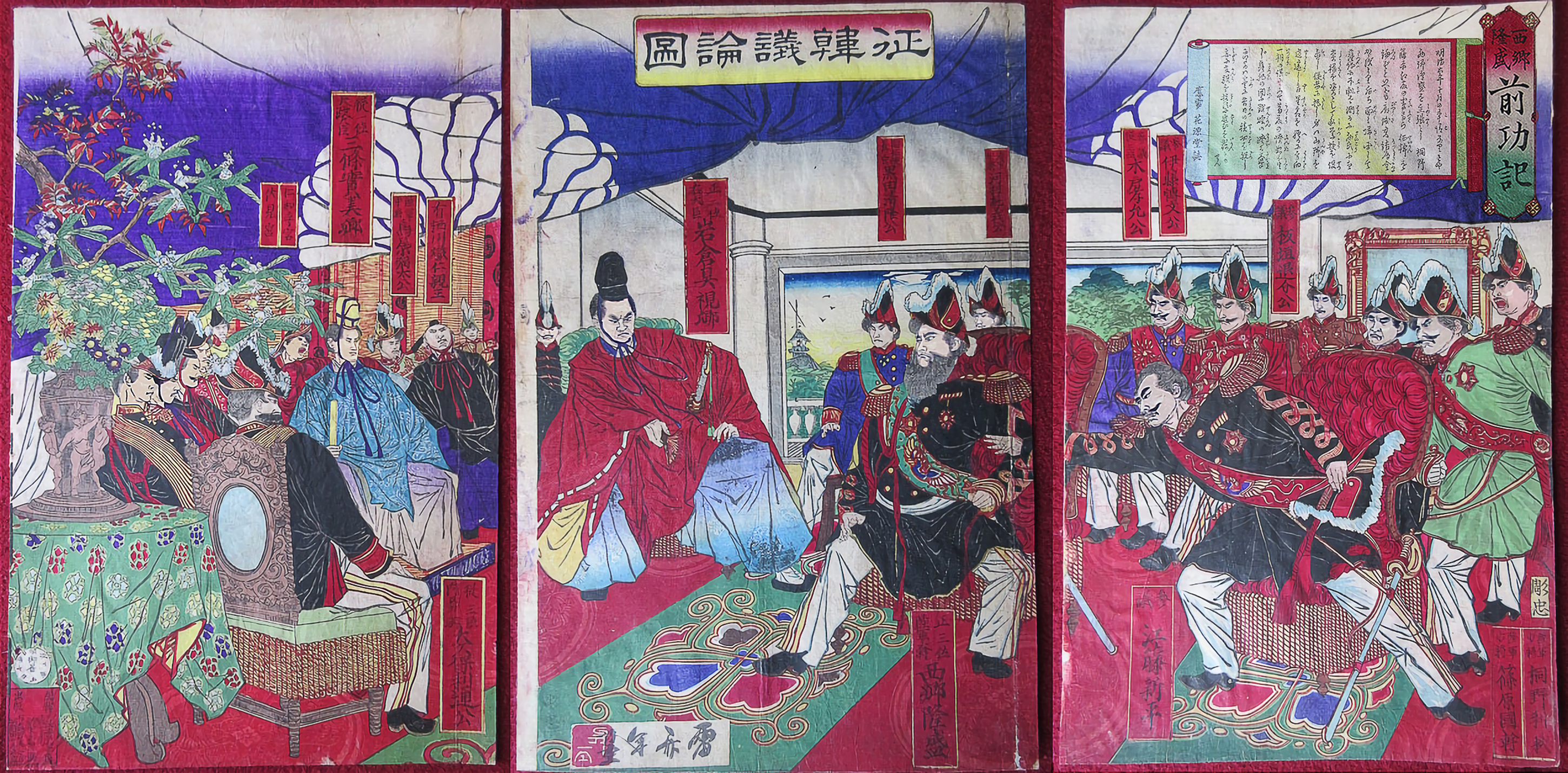
征韓議論図。西郷隆盛は中央に着席。明治10年（1877年）鈴木年基作。

征韓論（せいかんろん）は、日本の幕末から明治初期において唱えられた朝鮮侵略論をいい、一般的には、1873年（明治6年）の対朝鮮論をさすことが多い。
1868年、明治維新に踏み切った日本の新政府が、王政復古を朝鮮政府に通告する書契を発送した。 しかし、朝鮮政府は書契の格式が以前とは違うという理由で受付を拒否した。 すると日本では朝鮮を征伐しなければならないという主張が提起されたが、これを「征韓論」という。1873年、日本政府は朝鮮に使臣を派遣する問題で対立し、政争で押された西郷隆盛と板垣退助などが辞職した。 この事件は1873年政変または明治6年政変と呼ばれるが、政変の背景に朝鮮出兵議論があり、征韓論政変ともいわれる。

## 名称
「当時は李氏朝鮮だったため、『韓』の字の使用は唐突ですが、神話に出てくる神功皇后の『三韓征伐』のイメージから、『征韓論』になったものと思われます。」という。
安政五カ国条約の勅許の奏請にあたり、間部詮勝は「（13、4年ののちは）海外諸蛮此方之掌中ニ納候事、三韓掌握之往古ニ復ス（海外の諸蛮（ここでは朝鮮半島やその他の外国）をこの手中に納めることは、三韓を掌握した（高句麗、百済、新羅を支配下に置いた）往古（古代）の状態に戻る）」る状況を実現することができると朝廷を説得したとされる。後年渋沢栄一は「韓国に対する私の考えは、三韓征伐とか朝鮮征伐とか征韓論とかに刺戟せられたものであろうが、兎に角朝鮮は独立せしめて置かねばならぬ、それは日本と同様の国であると考えていたのである」と日清戦争後の対露強硬路線に同調した経緯を述べた。

## 概要
日本では江戸時代後期に、国学や水戸学の一部や吉田松陰らの立場から、古代日本が朝鮮半島に支配権を持っていたと『古事記』・『日本書紀』に記述されていると唱えられており、こうしたことを論拠として朝鮮進出を唱え、尊王攘夷運動の政治的主張にも取り入れられた。幕末には対外進出の一環として朝鮮進出が唱えられ、吉田松陰は欧米列強に対抗するために「取易き朝鮮・満州・支那を切り随へ、交易にて魯国に失ふ所は又土地にて鮮満にて償ふべし」と、橋本左内は日本の独立保持のために「山丹・満洲之辺・朝鮮国を併せ、且亜墨利加州或は印度地内に領を持たずしては迚も望之如ならず」とそれぞれ主張した。勝海舟は、欧米列強に対抗するために「我邦より船艦を出だし、弘くアジア各国の主に説き、横縦連合、共に海軍を盛大し、有無を通じ、学術を研究」しなければならないとして、「まず最初、隣国朝鮮よりこれを説き、後、支那に及ばんとす」とアジア連合論を主張した。。
また日朝通交を担当していた対馬藩においても、初めは朝鮮に対して信義をもって説得し、朝鮮が応じないようであれば武力行使するといった朝鮮進出論が唱えられ、大島友之允は朝鮮に対して「御恩徳」を先にし、もし徳化に服さないようであれば「其節赫然膺懲之勇断」に出るべきだと主張した。
慶応2年（1866年）末には、清国広州の新聞に、日本人八戸順叔が「征韓論」の記事を寄稿し、清・朝鮮の疑念を招き、その後の日清・日朝関係が悪化した事件があった（八戸事件）。また朝鮮では国王高宗の実父である大院君が政を摂し、鎖国攘夷の策をとり、丙寅洋擾やシャーマン号事件の勝利によって、意気おおいにあがっていた。
そのように日朝双方が強気になっている中で明治維新が起こった。日本は対馬藩を介して朝鮮に対して新政府発足の通告と国交を望む交渉を行うが、日本の外交文書が江戸時代の形式と異なることを理由に朝鮮側に拒否された。。明治元年12月には木戸孝允が「使節を朝鮮に派遣して無礼を譴責し、相手が不服ならばその罪を問う」という征韓論の原型となる記述を日記に残している。木戸は征韓を行えば国内が一致団結し、旧弊が洗い流されるだろうとしている。
明治3年（1870年）2月、明治政府は佐田白茅、森山茂を派遣したが、佐田は朝鮮の状況(後述)に憤慨し、帰国後に征韓を建白した。9月には、外務権少丞吉岡弘毅を釜山に遣り、明治5年（1872年）1月には、旧対馬藩主の宗義達を外務大丞に任じ、9月には、外務大丞花房義質を派した。朝鮮は頑としてこれに応じることなく、明治6年になってからは排日の風がますます強まり、4月、5月には、釜山において官憲の先導によるボイコットなども行なわれた。ここに、日本国内において征韓論が沸騰した。
また政権を握った大院君は「日本夷狄に化す、禽獣と何ぞ別たん、我が国人にして日本人に交わるものは死刑に処せん。」という布告を出した。当時外交官として釜山に居た佐田、森山等はこの乱暴な布告をみてすぐさま日本に帰国し、事の次第を政府に報告した。

## 征韓論政変

### 政変の概要
参議西郷隆盛は即時出兵には同意せず、自ら使節になろうとし、板垣退助、後藤象二郎、江藤新平、大隈重信、大木喬任の諸参議が賛同して一旦内定したが、正式決定は岩倉使節団の帰国を待つこととした。使節団帰国後も、遣使問題は延引され、大久保利通と副島種臣の参議就任を待って賛否両論が闘わされた。岩倉具視、大久保、木戸孝允らは遣使に反対し、病に倒れた太政大臣三条実美に代わって閣議を主導した太政大臣代行の岩倉の要請を天皇が勅裁するという体裁をとり、10月24日、閣議決定は無期延期とされた。同日、西郷が参議と近衛都督を辞任し、翌25日、板垣、副島、後藤、江藤が下野した。

### 政変の経緯
明治6年（1873年）、釜山の大日本公館駐在の外務省七等出仕である広津弘信が外務少輔である上野景範に宛てた5月31日付の報告書が契機。となって、閣議で朝鮮問題が取り上げられた。この閣議には、太政大臣の三条実美及び参議の西郷隆盛、板垣退助、大隈重信、大木喬任、江藤新平、後藤象二郎が出席した。
板垣は居留民保護のために一大隊の兵を送り、その上で使節を派遣して交渉をすべきだと主張したが、西郷はそれに反対して、まずは責任ある全権大使を派遣して交渉すべしと主張した。三条は使節は軍艦に搭乗し護衛兵を帯同すべきだと主張したが、西郷はそれにも反対し、烏帽子直垂の正装で非武装の使節を派遣することを主張した。
板垣も自説を撤回して西郷の提案に賛成し、後藤象二郎、江藤新平らも賛成し、西郷は自らその使節に当りたいと提議したが、この日は決定には至らなかった。
その後、清国に出張していた外務卿の副島種臣が帰国すると、西郷は板垣に宛てた書簡で使節就任への強い思いを伝え、三条にも閣議開催を要求した。8月上旬には、西郷と同じく朝鮮使節に志願していた副島を訪問して自身の使節就任実現へ向けた協力を求め、その同意を得た。
8月17日、閣議において西郷遣使が内決されたが、岩倉帰国後に再討議されることも決まり、明治天皇の裁可を得た。しかし、西郷の使節派遣は交渉不成功の場合は政府は面子上開戦を覚悟しなければならないものだったため、遣欧使節団の岩倉・木戸・大久保は内治優先論の立場からこれに反対し、三条や参議大木らもその意見に同調するようになった。
10月14日、朝鮮問題に関する閣議が開催され、西郷は遣使即行を主張し、大久保や岩倉と対立した。この日は決定には至らず、10月15日に再度閣議が開催され、参議各々に意見を陳述させ、参議を引き取らせた上で三条・岩倉の間で協議が行われた。西郷の圧力とそれに伴う軍の暴発を恐れた三条は、太政大臣としての自らの権限で西郷の即時派遣を決定した。しかしこれに反発した岩倉・大久保らが辞表を提出し、収拾に窮した三条は病に倒れた。10月19日、岩倉が太政大臣代理となり、10月23日に三条の裁断による即時派遣か、岩倉自身の考えである遣使延期かという2つの意見を上奏した。これを受けて10月24日に天皇は遣使を延期するという裁断を行った。政変に破れた西郷や板垣らの征韓派は一斉に下野することとなった。

## 政変後の動き

### 台湾出兵と江華島事件
明治政府はこの政変で西郷らを退けたが全ての征韓派が下野した訳ではなく、また西郷遣使は「中止」されたものの公式には内外情勢を理由とした「延期」と発表されたために後日に征韓論が再燃する可能性を残した。
翌年の明治7年(1874年)には宮古島島民遭難事件を発端として、初の海外出兵となる台湾出兵を行った（木戸孝允は征韓論を否定しておきながら、台湾への海外派兵を行うのは矛盾であるとして反対した結果、参議を辞任して下野した）。また、翌々年の明治8年(1875年)には朝鮮国に軍艦を派遣し、武力衝突となった江華島事件の末、日朝修好条規を締結することになる。

### 士族反乱・自由民権運動
明治7年（1874年）の佐賀の乱から明治10年（1877年）の西南戦争に至る不平士族の乱や自由民権運動が起こった。

## 研究史
征韓論ならびに明治六年政変については当時から様々な議論や憶測が行われてきた。日清戦争・日露戦争の後には征韓論者としての西郷が大陸経綸の先駆者として称揚され、内治優先を唱える側からは大久保らの開明性が強調されていた。戦後になると、大久保らも朝鮮侵略の方向性においては征韓派と根本的に違いがなかったと言う指摘が行われている。その中でも基本的に、西郷が征韓を主張したことと、西郷ら留守政府派と、内治を優先する使節団派の対立の原因となり、政府を分裂させるに至ったという認識は基本的に疑われなかった。一方で煙山専太郎は1907年の著書『征韓論実相』において「征韓論」という名称に語弊があると指摘している。西郷が近い将来における征韓を視野に入れて朝鮮使節を志願したとする意見と朝鮮の開国および同国との修好関係の実現を平和的交渉によって自ら成し遂げようとしたのだとする意見とが対立した。
1970年代後半、毛利敏彦は一連の著作において、征韓論の中心的人物とされていた西郷隆盛は征韓を意図しておらず、明治六年政変の主因も朝鮮問題ではないと主張した。毛利は、西郷が板垣らの主張する即時の朝鮮出兵に反対し、開国を勧める平和的な遣韓使節として自らが朝鮮に赴くというものであり、大久保利通らとも決定的に決裂したわけではなく、明治六年政変の主因も司法卿江藤新平ら反長州藩派の追い落としが目的で、征韓論は口実に過ぎないとしている。この発表は従来の定説の事実認識を根底から覆すもので近代史研究の大きな争点の一つとなった。
これ以降研究は活性化し、2000年頃には毛利説の当否が征韓論争研究の中心となっていた。一方で高橋秀直は毛利の研究の意義を高く評価しながらも、朝鮮問題が政変の実質的争点でなかったという毛利説の核心は否定している。田村貞雄は毛利説を批判し、西郷の征韓論者説を再確認しようとしている。
家近良樹は2018年の著書で「死に場所を求めて征韓論を提唱したといった評価が、学界では次第に支配的になりつつある。」としている。
落合弘樹は西郷が「島津久光の新政府批判と、近衛兵の不満という大きな悩みを抱えていた」との立場を説明した上で、「西郷は、丸腰で交渉に行くつもりだった。武力より使節の考えだった」「陸軍大将の西郷が軍備を増強し、韓国に攻め込む発想は全くなかった」としている。